# Ітон
Ітон (англ. Eton) — невелике місто у графстві Беркшир, на північний захід від Лондона, на лівому березі річки Темзи, навпроти Віндзора. Відоме в основному завдяки Ітонському коледжу — престижній школі для хлопчиків. У Ітоні, зокрема, вчилися принци Вільям і Гаррі.
У XIX столітті футбольна команда міста «Олд Ітоніенс», яка нині виступає в аматорській лізі, двічі вигравала Кубок Англії з футболу.